# Hechos 19

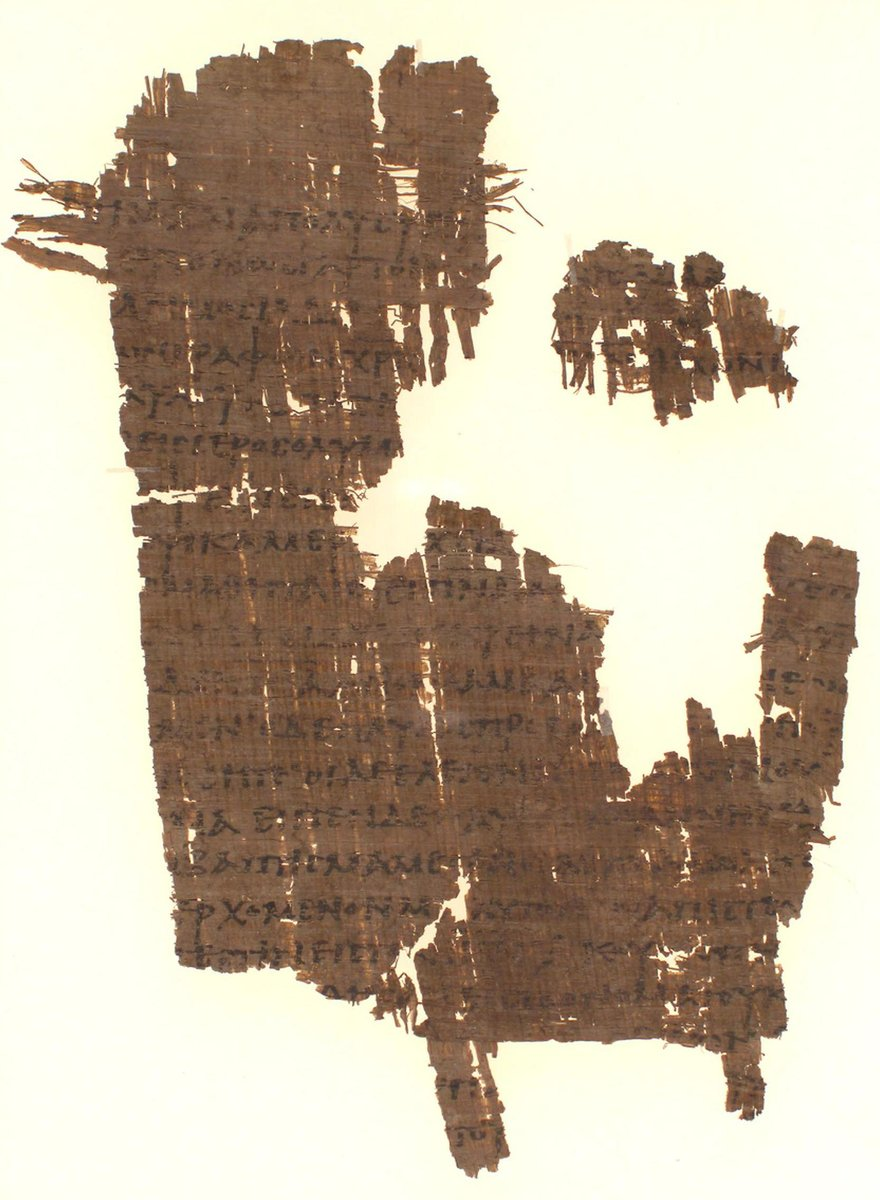
Hechos 18:27-19:6 en el lado “”recto“” del Papiro 38, escrito hacia el año 250 d.C..

Hechos 19 es el decimonoveno capítulo de los Hechos de los Apóstoles del Nuevo Testamento de la Biblia cristiana. Registra parte del tercer viaje misionero del apóstol Pablo, centrándose en su estancia en Éfeso. El autor del libro que contiene este capítulo es anónimo, pero la tradición cristiana primitiva afirmó uniformemente que Lucas compuso este libro así como el Evangelio de Lucas.

## Texto
El texto original fue escrito en griego koiné. Este capítulo está dividido en 41 Versículos.

### Testigos textuales
Algunos manuscritos tempranos que contienen el texto de este capítulo son:
- Papiro 38 (~250 d. C.)
- Codex Vaticanus (325-350)
- Codex Sinaiticus (330-360)
- Códice Bezae (~400)
- Codex Alexandrinus (400-440)
- Codex Laudianus (~550)

## Localizaciones
Este capítulo menciona los siguientes lugares (por orden de aparición):
- Corinto
- Éfeso
- Asia (provincia romana)
- Macedonia
- Aquea
- Jerusalén
- Roma

## Línea de tiempo
.

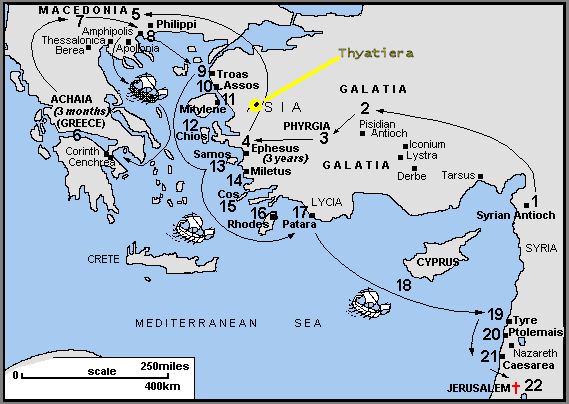
Mapa del tercer viaje del apóstol Pablo

Esta parte del tercer viaje misionero de Pablo tuvo lugar hacia el año 53-55 d. C.

## El ministerio de Pablo en Éfeso (Versículos 1-22)
Esta sección abarca la larga estancia de Pablo en Éfeso, que duró 3 años, donde se encontró con «algunos discípulos» de Juan el Bautista y se enfrentó a la influencia de la magia y el ocultismo en esa ciudad.

### Versículo 1
Y aconteció que, estando Apolos en Corinto, Pablo, habiendo atravesado las costas superiores, llegó a Éfeso; y encontrando a algunos discípulos,'
Se cree que las «costas superiores» (redacción de la Versión Reina Valera) o «regiones superiores» (Nueva Versión Reina Valera), eran zonas del interior al este de Éfeso. La Versión inglesa estándar se refiere a «las tierras del interior». Henry Alford sugiere que Pablo viajó por «las partes orientales de Asia Menor, más allá del río Halys» (actualmente el río Kizilirmak).

### Versículo 4
Entonces Pablo dijo: «Juan bautizaba ciertamente con un bautismo de arrepentimiento, diciendo al pueblo que creyeran en el que vendría después de él, es decir, en Cristo Jesús».“”
«Creed en él» es la traducción utilizada por la Versión King James y la Nueva Versión King James. La frase más natural «creer “”en“” él» es utilizada por la New American Standard Bible.

### Comentario a los versículos 1-7
En Hechos 19:1-7, se narra cómo Pablo encuentra en Éfeso a un grupo de discípulos que solo habían recibido el bautismo de Juan. El bautismo de Juan era un rito de arrepentimiento, pero no confería el Espíritu Santo, que es esencial para ser cristiano según el Nuevo Testamento. Pablo, al enterarse de esto, les explica que deben ser bautizados "en el nombre de Jesús", y una vez que los bautiza de nuevo, reciben el Espíritu Santo. El texto aclara que la condición de cristiano no se cumple solo con el bautismo de Juan, sino con el bautismo cristiano y la recepción del Espíritu Santo, que es lo que ocurre cuando Pablo interviene. En resumen, estos discípulos no eran considerados plenamente cristianos hasta que recibieron el bautismo en el nombre de Jesús y el Espíritu Santo, lo que refleja la importancia de estos dos elementos en la fe cristiana.

El bautismo de Juan —explica Santo Tomás de Aquino— no concedía la gracia, sino que se limitaba a preparar para recibirla. Lo hacía de tres maneras: por la doctrina de Juan que movía a la fe en Jesús; exhortando al rito del Bautismo de Cristo; y preparando a los hombres, mediante la penitencia, a obtener todos los efectos de este Bautismo.

En este pasaje, el texto subraya un paralelismo entre la obra de Pablo y la de Pedro. En Hechos 19:6, cuando Pablo impone las manos sobre los discípulos y reciben el Espíritu Santo, se refleja una similitud con los actos de Pedro en otras ocasiones narradas en el libro de los Hechos. Este paralelismo destaca la unidad de los dos Apóstoles en la misión de la Iglesia. A lo largo del libro de los Hechos, se observa cómo tanto Pedro como Pablo realizan acciones similares, manifestando su papel conjunto en la expansión y consolidación del cristianismo. Este punto de unión entre los dos Apóstoles tuvo repercusiones más amplias en la vida de la Iglesia, mostrando que, aunque sus ministerios se desarrollaron en diferentes contextos, ambos desempeñaron un papel crucial y complementario en la misión apostólica.

En un solo día celebramos el martirio de los dos Apóstoles. Es que ambos eran en realidad una sola cosa, aunque fueran martirizados en días diversos. Primero lo fue Pedro, luego Pablo. Celebramos la fiesta del día de hoy, sagrado para nosotros por la sangre de los Apóstoles. Procuremos imitar su fe, su vida, sus trabajos, sus sufrimientos, su testimonio y su doctrina.

### Versículo 11
Tan notables eran los milagros obrados por Dios en manos de Pablo...'
Loveday Alexander señala que el énfasis de Lucas en Dios como obrador de los milagros no es típico de su narrativa: lo ve importante para apreciar que el poder espiritual de Pablo no procede de él mismo, sino que es un respaldo divino directo a su misión». El escritor metodista Joseph Benson sugiere que como Pablo permaneció más tiempo en Éfeso que en otros lugares de sus viajes, los milagros obrados a través de él habrían destacado tanto en número como en asombro.

### Versículo 14
También había siete hijos de Esceva, un sumo sacerdote judío, que hicieron lo mismo (es decir, intentaron curar usando el nombre del Señor Jesús). 
Sceva' (en griego: Σκευᾶς, romanizado: Skeuas) era un judío llamado «sumo sacerdote» (en griego: ιουδαιου αρχιερεως). Algunos estudiosos señalan que no era infrecuente que algunos miembros de los saduceos asumieran un papel no oficial de sumo sacerdote, lo que puede explicar este apodo. Sin embargo, es más probable que fuera un exorcista itinerante basándose en el uso del término griego (en griego: περιερχομένων, romanizado: perierchomenōn) «ir de un lugar a otro» en Hechos 19: 13. 
En este Versículo, consta que tenía siete hijos que intentaron exorcizar un demonio de un hombre en Éfeso utilizando el nombre de Jesús como invocación. Esta práctica es similar a la judía, originada en el Testamento de Salomón, de invocar a los ángeles para expulsar a los demonios. La brujería y el exorcismo se mencionan varias veces en los Hechos: Simón el Mago y Elymas Bar-Jesús, y la adivinación se ilustra con la muchacha de Filipos. «Se la consideraba poseída por un espíritu, y fue el espíritu al que se dirigió y expulsó Pablo en Hechos 16:16-18».

### Versículo 15
Y el espíritu maligno respondió y dijo: «conozco a Jesús , y conozco a Pablo ; ¿pero quién eres tú?"
Este espíritu maligno había oído hablar tanto de Jesús como de Pablo, pero no de los siete hijos de Esceva, que pronto recibieron «tal paliza» del espíritu «que echaron a correr» (Hechos 19:16); 
el teólogo 
Conrad Gempf sostiene que esto demostraría que el poder sobre los espíritus malignos no funciona de forma mecánica en el nombre de Jesús, sino porque uno conoce a Jesús y, lo que es más importante, es conocido por él.

### Versículo 19
Además, muchos de los que habían practicado la magia reunieron sus libros y los quemaron a la vista de todos. Y contaron el valor de ellos, y ascendía a cincuenta mil piezas de plata.
- «50 000 piezas de plata»: o «50 000 dracmas» (1 dracma representa el salario medio de un día) que representan más de 135 años de salario.[22]

### Versículo 21
Cuando se cumplieron estas cosas, Pablo se propuso en el Espíritu, al pasar por Macedonia y Acaia, ir a Jerusalén, diciendo: «Después de haber estado allí, debo ver también Roma»
Pablo ya tenía la intención de que su viaje a Jerusalén fuera seguido de un viaje a Roma.

### Comentario a los versículos 8-21
En el mundo helenístico, era común que magos, adivinos y exorcistas invocaran nombres de diversas divinidades para sus rituales. Un ejemplo de esto es un papiro mágico que contenía una fórmula similar a la usada por los exorcistas en Hechos 19:13: «Te conjuro por Jesús, Dios de los hebreos». Sin embargo, el testimonio cristiano no se reduce a la simple repetición de fórmulas mágicas. Ser cristiano implica una fe auténtica en Jesús y no solo el uso de su nombre como un amuleto, lo que marca una diferencia fundamental entre el cristianismo y las prácticas esotéricas de la época.

Para que la doctrina pegue su fuerza —escribe San Juan de la Cruz—, dos disposiciones ha de haber: una del que predica y otra del que oye. Porque ordinariamente es el provecho como hay la disposición de parte del que enseña. Que por eso se dice que, cual es el maestro, tal suele ser el discípulo. Porque cuando en los Actos de los Apóstoles aquellos siete hijos de aquel príncipe de los sacerdotes de los judíos acostumbraban a conjurar los demonios con la misma forma que San Pablo, se embraveció el demonio contra ellos (…) y embistiendo en ellos, los desnudó y llagó. Lo cual no fue sino porque ellos no tenían la disposición que convenía.

Las curaciones realizadas por Pablo en Éfeso recuerdan claramente a las de Pedro. Así como la gente buscaba que la sombra de Pedro los sanara (Hechos 5:15), en Éfeso rodean a Pablo con la esperanza de ser curados (Hechos 19:11-12). Además, su actividad en Éfeso evoca los momentos de Jesús en Galilea, cuando las multitudes se acercaban para tocar el manto de Cristo y obtener sanación. De este modo, los milagros de Pablo, que confirman sus palabras, imitan el modo de actuar de Jesús, mostrando continuidad entre la misión de ambos.

¿Aprendieron los discípulos de Jesús a hacer milagros como su maestro y convencían así a sus oyentes, o no hicieron ellos tampoco milagros? Decir que no hicieron milagros de ninguna clase, y que, creyendo a ciegas (…), se entregaron a enseñar por todas partes una doctrina nueva, es cosa de todo punto absurda; porque ¿qué les daba ánimo para enseñar una doctrina que era una completa novedad? Y si también ellos hicieron milagros, ¿en qué cabeza cabe que unos magos se lanzaran a tantos peligros para implantar precisamente una doctrina que prohíbe la magia?.

## Revuelta en Éfeso (Versículos 23-41)
La cantidad de dinero en el incidente de la quema de pergaminos (verso 19) debe haber conmovido a mucha gente, cuyo medio de vida (que depende de la venta de objetos religiosos) se ve amenazado por el exitoso crecimiento de la iglesia cristiana, y ahora está reforzando una seria oposición.

### Versículo 23
Y por aquel tiempo se levantó una gran conmoción en torno al Camino. 
La referencia a la creencia cristiana como «el Camino» ya se había hecho en Hechos 9:2. «La expresión «el camino» se había convertido evidentemente en algo muy conocido entre los cristianos».

### Versículo 29
Entonces toda la ciudad se llenó de confusión, y se precipitaron al teatro al unísono, habiendo apresado a Gayo y Aristarco, macedonios, compañeros de viaje de Pablo.
- «Aristarco»: Uno de los compañeros de viaje de Pablo, macedonio de Tesalónica, conocido por algunas referencias en los Hechos de los Apóstoles (19:29; Hechos 20:4; Hechos 27:2) y Colosenses 4:10. [31]

### Versículo 33
Y sacaron a Alejandro de entre la multitud, adelantándole los judíos. Y Alejandro hizo un gesto con la mano, y quiso hacer su defensa ante el pueblo.
- «Alejandro»: era «hacer una defensa» de los judíos para distanciarse de los cristianos.[22] Podría ser el Alejandro de 1 Timoteo 1:20 y quizá el Alejandro el Cobre de 2 Timoteo 4:14.[33]

### Comentario a los versículos 21-40
En estos pasajes, se explica que Artemisa, conocida como Diana entre los romanos, era una diosa asiática asociada con la fertilidad. Su culto principal tenía lugar en el Artemision de Éfeso, donde sus festivales eran celebrados con orgías y atraían a numerosos visitantes. El artesano Demetrio y sus colegas hacían negocio vendiendo imágenes de la diosa como recuerdos para los peregrinos. Sin embargo, el éxito del apostolado de Pablo en Éfeso afectó negativamente sus ingresos, generando preocupación entre los plateros. A pesar de la oposición de Demetrio, Pablo mantenía una buena relación con los magistrados locales, los asiarcas. El pasaje resalta el contraste entre la actitud codiciosa de Demetrio y la razonable del magistrado, quien, en su discurso, muestra que el mensaje cristiano, cuando es examinado con sensatez, puede causar una impresión favorable. Este tipo de contraste es común en las apologías cristianas tempranas, donde la rectitud del cristianismo se presenta frente a las críticas interesadas de sus opositores.

Los cristianos, dice, «obedecen las leyes establecidas, y con su modo de vivir superan estas leyes. Aman a todos, y todos los persiguen. Se los condena sin conocerlos. Se les da muerte, y con ello reciben la vida. Son pobres, y enriquecen a muchos; carecen de todo, y abundan en todo. Sufren la deshonra, y ello les sirve de gloria; sufren detrimento en su fama, y ello atestigua su justicia. Son maldecidos, y bendicen; son tratados con ignominia, y ellos, a cambio, devuelven honor. Hacen el bien, y son castigados como malhechores; y, al ser castigados a muerte, se alegran como si se les diera la vida. Los judíos los combaten como a extraños, y los gentiles los persiguen, y, sin embargo, los mismos que los aborrecen no saben explicar el motivo de su enemistad. Para decirlo en pocas palabras: los cristianos son en el mundo lo que el alma es en el cuerpo.

Lucas menciona el término «camino» para referirse al cristianismo y a la Iglesia. Probablemente era un término bastante usado por muchos cristianos de la época. La palabra «camino» tenía raigambre bíblica, con el significado de conducta moral y religiosa e, incluso, de norma de conducta: 

Se llama con razón camino a la predicación del Evangelio, pues es la ruta que conduce verdaderamente al Reino de los Cielos. 